# Ulisse Aldrovandi

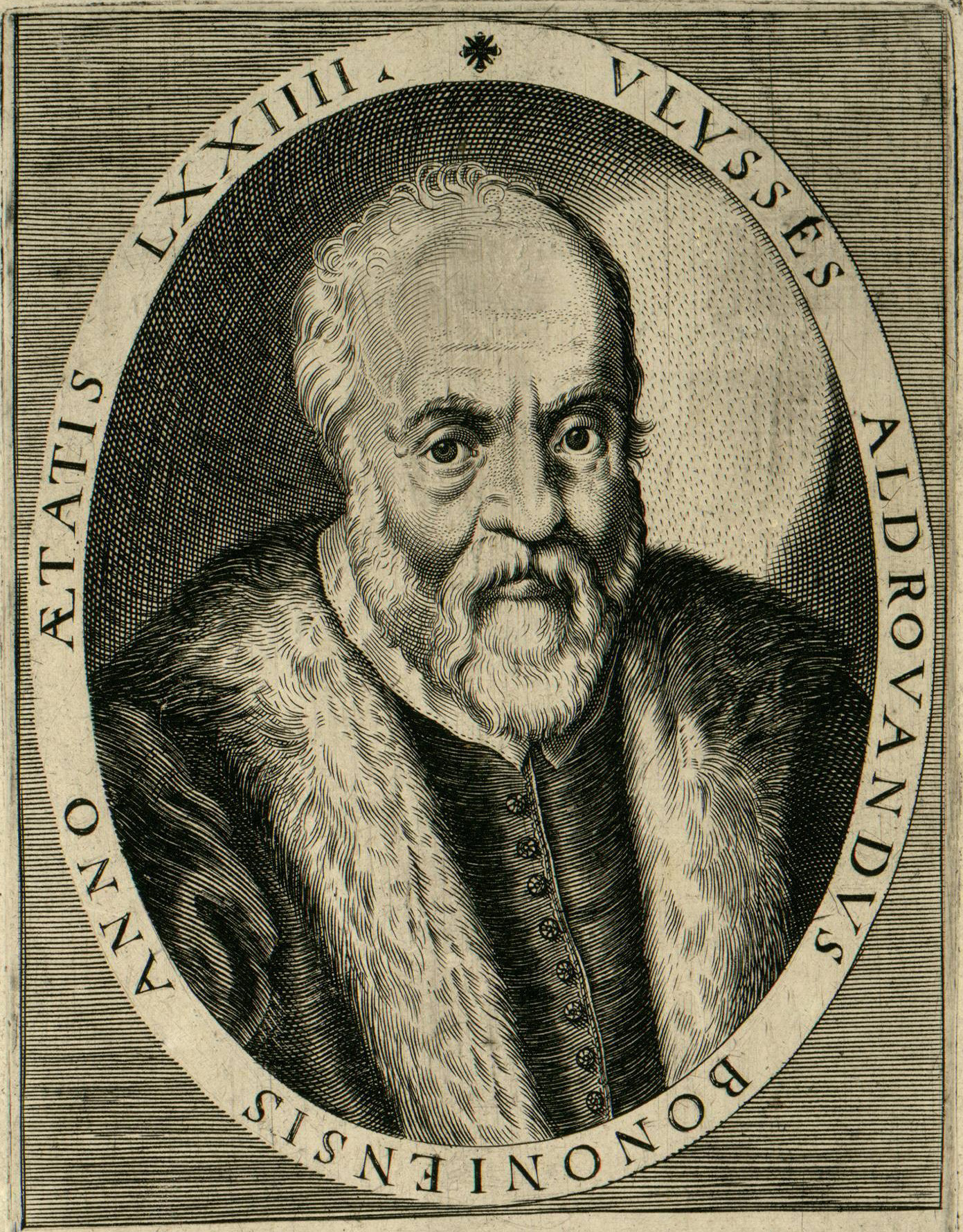
Ulisse Aldrovandi

Ulisse Aldrovandi (Ulysses Aldrovandus) (n. 11 septembrie 1522 - d. 4 mai 1605) a fost medic italian și naturalist, reprezentant al Renașterii, unul din întemeietorii zoologiei moderne.

## Biografie
S-a născut la Bologna. De mic rămâne orfan (1529) și educația o primește prin intermediul preceptorilor. Începând cu 1537, devine contabil al unui comerciant din Brescia timp de un an. În 1539 se întoarce în orașul natal și, la îndemnul familiei, frecventează universitățile din Bologna și Padova, studiind științele umaniste și dreptul, iar în 1542 devine notar. 
În 1547 se orientează către studiul filozofiei, logicii și medicinei.
În 1549, suspectat de relații cu anabaptistul Camillo Renato, este acuzat de erezie și întemnițat la Roma pentru 18 luni. În perioada acestei semi-detenții, Aldrovandi descoperă botanica, zoologia, geologia.

## Contribuții

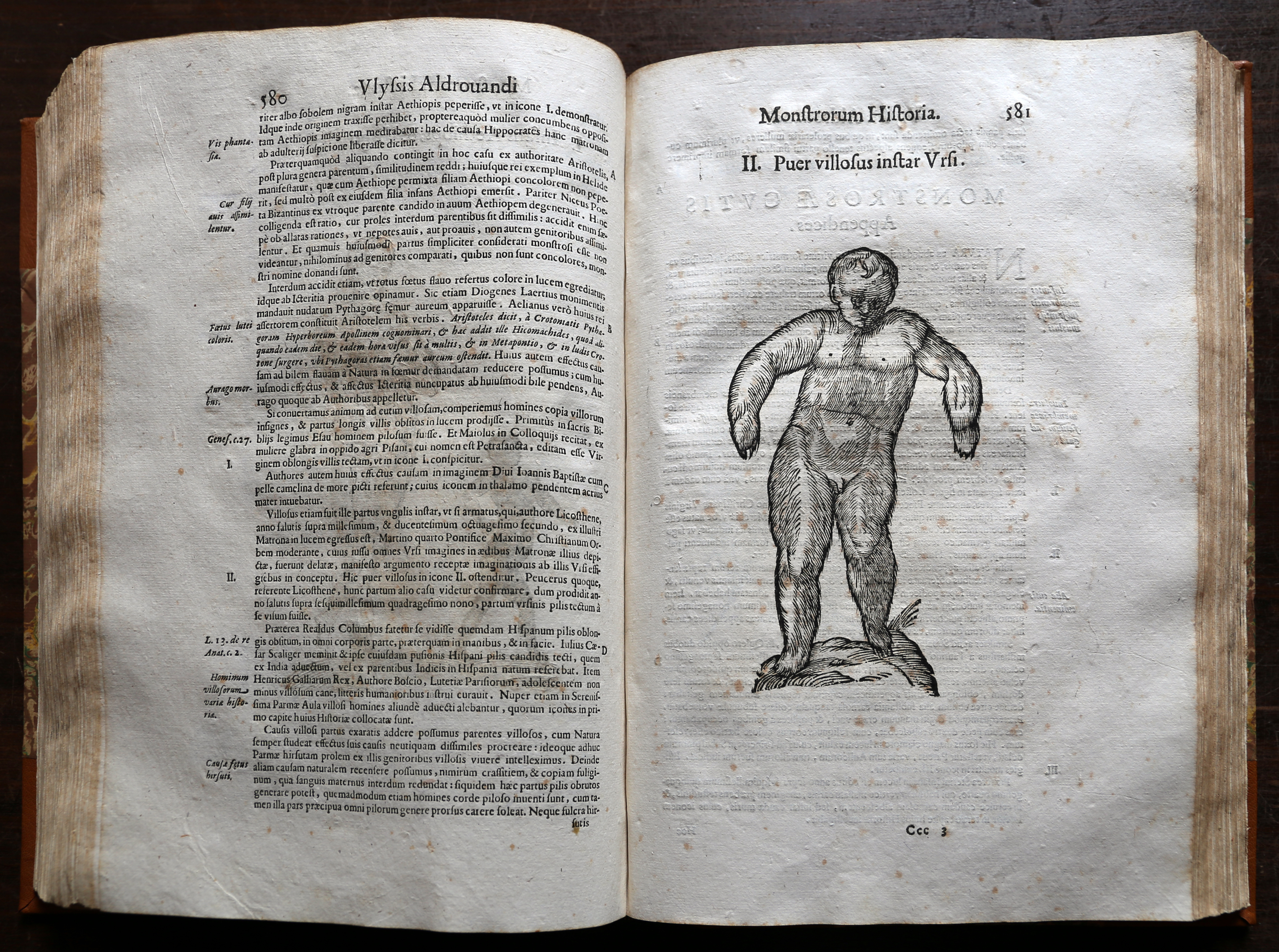
Monstrorum Historia

### Zoologie
Unul din principalele sale domenii de interes l-a constituit zoologia. A studiat în special păsările, insectele și animalele inferioare.

### Botanică
În 1556 începe să studieze organele reproducătoare ale plantelor, studiu continuat ulterior de către Andrea Cesalpino.

### Scrieri

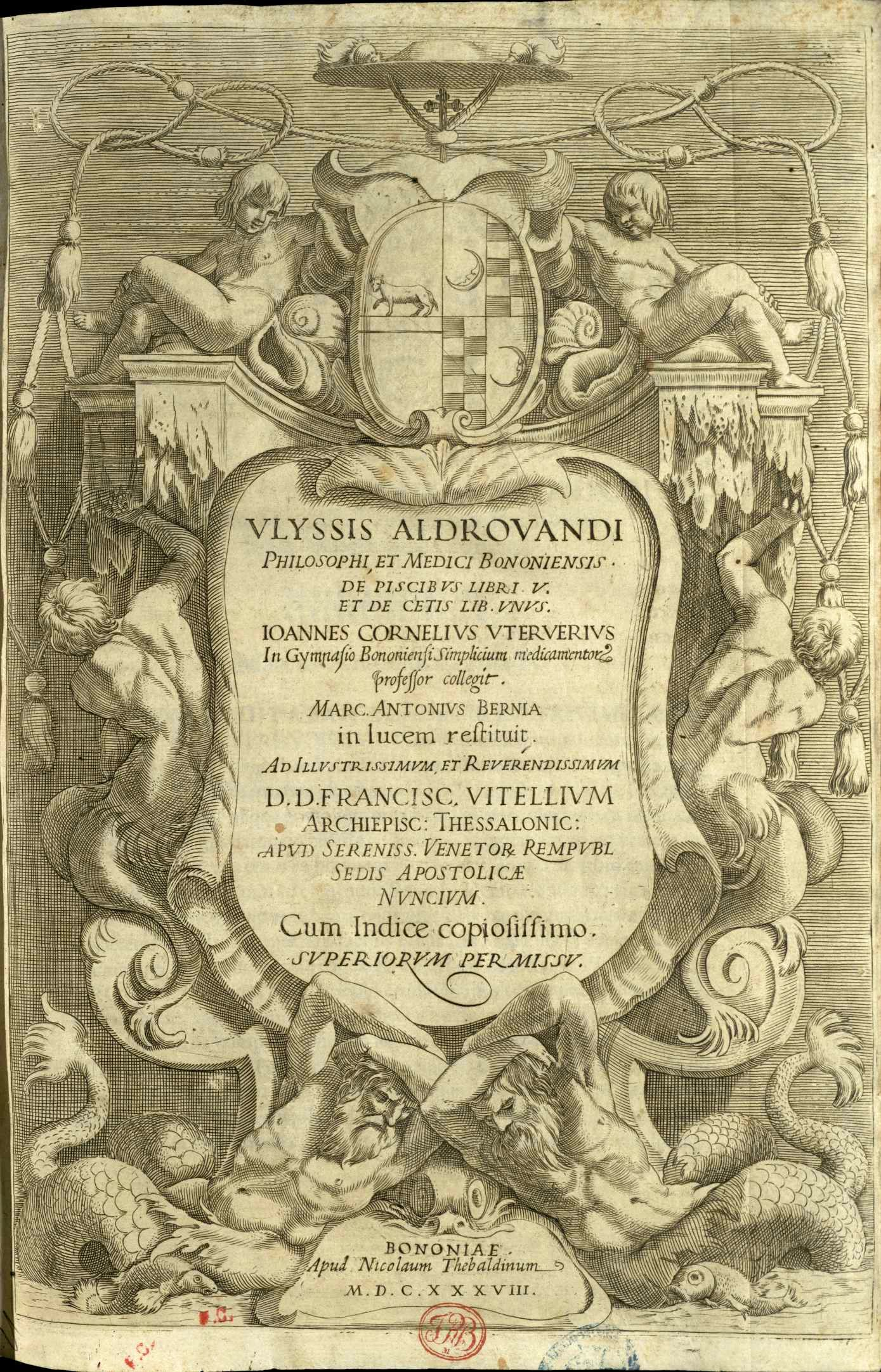
De piscibus, 1661

- Historia animalium: principala lui lucrare, dedicată zoologiei;
- Historia Monstrorum: aici descrie ființe fabuloase, mai ales din mitologia greacă;
- De Monstris: descrie diverse monstruozități și anomalii umane.
- Delle statue romane antiche, che per tutta Roma, in diversi luoghi, et case si veggono: o lucrare de mai mică întindere, de fapt un text ce a apărut în 1556, într-o carte despre vestigiile romane antice.
- Ornithologiae, hoc est de avibus historia libri XII
- Ornithologiae tomus alter
- De animalibus insectis libri septem, cum singulorum iconibus ad vivum expressis
- Ornithologiae tomus tertius, ac postremus
- Historia serpentum et draconum